# 쿠타-주콥스키 정리
쿠타-주콥스키 정리는 마르틴 쿠타와 니콜라이 주콥스키의 이름을 따온 공기역학의 기본적인 정리로 익형(에어포일)의 양력에 대한 정리이다.

## 정리
단위길이당 양력 {\displaystyle L'\,}은

| {\displaystyle L^{\prime }=\rho _{\infty }V_{\infty }\Gamma ,} | \| \| \| \| \| \| \| \| | (1) |
|                                                                |                         |     |
|                                                                |                         |     |
유체밀도와 유체속도을 곱한 것으로 정의된다.
익형에서 멀리 떨어진 부분의 유체밀도{\displaystyle \rho _{\infty }}와 유체속도{\displaystyle V_{\infty }} 에, 익형을 둘러싼 흐름의 선적분{\displaystyle \Gamma }
{\displaystyle \Gamma =\oint _{C}V\cdot d\mathbf {s} =\oint _{C}V\cos \theta \,ds}
을 곱한 것과 같다.

## 같이 보기
- 쿠타 조건

1. ↑  Clancy, L. J. (1975). 《Aerodynamics》. London: Pitman. Section 4.5. ISBN 0-273-01120-0.